# پارک هه جونگ
پارک هه جونگ (کره‌ای: 박혜정; ۱۲ مارس ۲۰۰۳) وزنه‌بردار زن اهل کره جنوبی است.
وی در مسابقات بین‌المللی در مجموع برندهٔ ۲ مدال طلا شده‌است. 